# 気仙道
気仙道（けせんみち）は、宮城県仙台市と青森県青森市を結ぶ、現在の国道45号に相当する区間の旧街道のうち、旧仙台藩領内の区間を指す名称。

## 概要
具体的には、仙台市から、かつて仙台藩境があった気仙郡唐丹村（現 釜石市）までの区間に当たる。閉伊郡平田村（現 釜石市）以北の南部藩領内では、「海辺道」と呼ばれた。名称は似ているが、気仙沼街道（気仙沼市 - 一関市薄衣北上川河岸、現国道284号に相当）とは別の街道である。
宮城県気仙沼から三陸沿岸を縦断し、青森県の八戸に至る街道が、三陸浜街道と呼ばれるようになったのは明治期に入ってからである。
起点の仙台城下・北目町から小野追分までの区間は石巻街道と重複する。小野から北上して広渕・前谷地を通り、和渕にて北上川を渡り、その東岸を沿うようにして柳津に至り、横山峠を越えて志津川で太平洋に達すると、あとは藩境の唐丹まで沿岸を北上していく。仙台・南部両藩の境目は、気仙郡と閉伊郡の間に位置する石塚峠であり、峠の入口の仙台藩側には本郷番所、南部藩側には平田番所が設けられていた。
明治時代になると気仙郡は岩手県に編入されたため、浜街道の終点は高田まで南下し、高田以南は「東浜街道」、高田以北は「浜磯街道」と呼ばれるようになり、現在では気仙道という呼称は使用されなくなっている。

## 宿場
仙台城下から小野宿までは石巻街道を、盛岡藩領については三閉伊街道を参照のこと。
※左から順に、江戸時代の国名および郡名、現在の所属自治体名。
1. 広淵宿（陸奥国桃生郡）－宮城県石巻市
2. 和淵宿（陸奥国桃生郡）－宮城県石巻市
3. 神取宿（陸奥国桃生郡）－宮城県石巻市
4. 寺崎宿（陸奥国桃生郡）－宮城県石巻市
5. 柳津宿（陸奥国本吉郡）－宮城県登米市
6. 横山宿（陸奥国本吉郡）－宮城県登米市
7. 折立宿（陸奥国本吉郡）－宮城県本吉郡南三陸町
8. 志津川宿（陸奥国本吉郡）－宮城県本吉郡南三陸町
9. 伊里前宿（陸奥国本吉郡）－宮城県本吉郡南三陸町
10. 小泉宿（陸奥国本吉郡）－宮城県気仙沼市
11. 大谷宿（陸奥国本吉郡）－宮城県気仙沼市
12. 気仙沼宿（陸奥国本吉郡）－宮城県気仙沼市
13. 今泉宿（陸奥国気仙郡）－岩手県陸前高田市
14. 高田宿（陸奥国気仙郡）－岩手県陸前高田市
15. 盛宿（陸奥国気仙郡）－岩手県大船渡市
16. 吉浜宿（陸奥国気仙郡）－岩手県大船渡市
17. 唐丹宿（陸奥国気仙郡）－岩手県釜石市

## 現在のルート
- 宮城県道8号仙台松島線（仙台市 - 松島町愛宕）：現・利府街道および石巻街道
- 国道45号（松島町愛宕 - 東松島市小野）：現・石巻街道
- 宮城県道243号大塩小野停車場線（東松島市小野 - 東松島市小松）：現・東浜街道
- 宮城県道43号矢本河南線（東松島市小松 - 石巻市広渕）
- 国道108号（石巻市広渕 - 石巻市前谷地）：現・石巻別街道
- 宮城県道21号河南米山線（石巻市前谷地 - 石巻市桃生町中津山）
- 宮城県道61号涌谷津山線（石巻市桃生町中津山 - 登米市津山町柳津）：現・東浜街道
- 国道45号（登米市津山町柳津 - 釜石市）：現・東浜街道（陸前高田市街以南）および浜磯街道（陸前高田市街以北）

## 参考資料
- 「角川日本地名大辞典」編纂委員会『角川日本地名大辞典 3 岩手県』角川書店、1985年3月8日。ISBN 4040010302。
- 渡辺信夫『東北の街道 道の文化史いまむかし』無明舎出版、1998年7月15日。ISBN 4-89544-188-1。
- 瀧本壽史、名須川溢男『街道の日本史 5 三陸海岸と浜街道』吉川弘文館、2004年12月20日。ISBN 4-642-06205-X。